# Catherine Meurisse
Catherine Meurisse (Niort, 8 februari 1980) is een Frans (strip)tekenaar. Zij was jarenlang redactielid van Charlie Hebdo.

## Biografie
Na een opleiding moderne talen volgde ze een kunstopleiding aan de École Estienne. Ze werd opgemerkt door Jul en Tignous, leden van Charlie Hebdo, en begon zo te tekenen voor dat tijdschrift. Na het afronden van haar studie, in 2005, werd Meurisse een vast lid van Charlie Hebdo. Daar illustreerde ze artikelen en maakte ze getekende reportages rond de actualiteit. Meurisse werkte ook voor andere bladen, zoals Libération, Marianne, Les Échos, Causette en Télérama. Naast strips tekent Meurisse ook illustraties voor kinderboeken.
In 2019 werd Meurisse opgenomen in de prestigieuze Franse Académie des Beaux-Arts, in de sectie schilderkunst, als opvolger van de in 2018 overleden Arnaud d’Hauterives.

## Strips
- Drôles de femmes (co-scenarist Julie Birmant): Negen beroemde dames vertellen over hun leven met veel humor.
- Elza, 3 delen (scenario Didier Levy)
- Savoir-vivre ou mourir: De grappige belevenissen van Meurisse op de school voor etiquette van barones Nadine de Rotschild.
- Causerie du Delacroix
- Mes hommes de lettres: een kort overzicht, met humor, van de Franse literatuur.
- Le Pont des arts: verhalen over tumultueuze vriendschappen tussen schrijvers en schilders.
- Moderne Olympia: Het verhaal van Romeo en Julia, herverteld tegen de achtergrond van het Musée d'Orsay.
- La Légèreté: Een autobiografisch verhaal waarin Meurisse vertelt hoe ze haar leven en haar werk weer opneemt na de aanslag op Charlie Hebdo.
- Scènes de la vie hormonale (2016)
- Les Grands Espaces (2018)

- Biblioteca Nacional de España: XX5326050
- Bibliothèque nationale de France: cb14508812q (data)
- Catàleg d'autoritats de noms i títols de Catalunya: 981058598201806706
- CiNii: DA19428692
- Gemeinsame Normdatei: 1018247122
- International Standard Name Identifier: 0000 0001 2122 6007
- Library of Congress Control Number: no2011110559
- Bibliotheek van het Japanse parlement: 001314771
- Nationale Bibliotheek van Tsjechië: mzk20251253608
- Nederlandse Thesaurus van Auteursnamen: 317325272
- Réseau des bibliothèques de Suisse occidentale: 02-A012653284
- Système universitaire de documentation: 118706322
- Virtual International Authority File: 17455470
- WorldCat: E39PBJcRdjYYCmfwKDGBCPr8YP